# Mesosemia erinnya
Mesosemia erinnya is een vlindersoort uit de familie van de prachtvlinders (Riodinidae), onderfamilie Riodininae.
Mesosemia erinnya werd in 1910 beschreven door Stichel.